# Bastien Tugayé
Pas d'image ? Cliquez ici

a Compétitions nationales et continentales officielles uniquement.

b Matchs officiels uniquement.
Dernière mise à jour le 30 mai 2025.
Bastien Tugayé, né le 1er février 2000 à Tarbes, est un joueur français de rugby à XV évoluant au poste de demi d'ouverture au Stade bagnérais.

## Carrière

### Formation
Bastien Tugayé débute le rugby à l'âge de quatre ans avec l'USEP Ger Séron qu'il quitte à l'âge de dix-sept ans pour rejoindre le centre de formation de la Section paloise. En 2016, il évoluait en crabos pour le club béarnais.

### En club
Bastien Tugayé joue son premier match professionnel avec la Section paloise en janvier 2020 en Challenge européen face au Rugby Calvisano. Il est titulaire au poste de demi d'ouverture et inscrit son premier essai.
En février 2020, il participe avec la Section paloise au Supersevens et atteint la finale perdue face au Racing 92 (28 à 12).
Il est prêté par le club béarnais pour la saison 2021-2022 en Nationale avec Soyaux Angoulême XV Charente. Durant la saison, il dispute cinq matchs dont la finale du championnat perdue face au RC Massy en remplacement de Matthieu Ugalde à la 51e minute.
A l'issue de la saison, il s'engage définitivement avec Soyaux Angoulême pour une saison. Durant la saison 2022-2023, il est touché par plusieurs blessures qui l'empêche de jouer. Il ne dispute que deux rencontres contre Provence rugby en septembre et Colomiers rugby en octobre 2022. A l'issue de la saison, il quitte le club charentais.
Pour la saison 2023-2024, il évolue en Fédérale 1 avec le Stade bagnérais. En dix-sept matchs disputés, il inscrit deux essais lors de la 12e journée face au Cercle athlétique castelsarrasinois et face à l'US Tyrosse en 1/16e de finale de la Fédérale 1.

### En équipe nationale
Bastien Tugayé a évolué pour l'équipe de France de rugby à XV des moins de 18 ans.

## Palmarès
- 2020 : Vice champion de France du Supersevens.